# Kelemen Lajos-emlékkönyv
Kelemen Lajos-emlékkönyv megjelent 1947-ben Kelemen Lajos 70; majd 1957-ben 80. születésnapja alkalmából történészi munkásságának tiszteletére.

## Az 1947-es Kelemen emlékkönyv
Teljes címén Emlékkönyv Kelemen Lajos hetvenedik születésnapjára (Kolozsvár, 1947). Kiadta az ETI Szabó T. Attila szerkesztésében. Mint kötet csak kis példányszámban jelenhetett meg, de tanulmányai külön füzetekként forgalomba kerültek. Kiemelkedő dolgozatot írt Balogh Jolán Vég-Várad váráról, Bónis György és Valentiny Antal Jacobinus erdélyi kancellár formuláskönyvéről, Entz Géza és K. Sebestyén József a széki templomról, Ferenczi Sándor a dákok pénzeiről, György Lajos egy XVI. századi kalotaszegi énekszerzőről, Herepei János az egeresi Bocskai-síremlékről, Imreh István székely falutörvényekről, Jakó Zsigmond az erdélyi vajda kancelláriájáról a XVI. század elején, Juhász István Bethlen Miklós politikai peréről, I. Tóth Zoltán Samuel Micu Kleinról és az erdélyi román felvilágosodásról. Az emlékkönyvben román (Al. Doboși, Ștefan Pascu, David Prodan) és szász (Julius Bielz) szerzők művelődés- és helytörténeti tanulmányokkal szerepeltek. A kötetet Gy. Szabó Béla fametszete díszíti.

## Az 1957-es Kelemen emlékkönyv
Teljes címén Emlékkönyv Kelemen Lajos születésének nyolcvanadik évfordulójára (1957). A Bolyai Tudományegyetem Történet- és Nyelvtudományi Karának megbízásából Bodor András, Cselényi Béla, Jancsó Elemér, Jakó Zsigmond és Szabó T. Attila szerkesztette. A rangos kötet a romániai magyar történetkutatók nesztorának ünneplésére készült. A Takács Lajos rektor bevezetőjével ellátott Kelemen Lajos emlékkönyv 45 tanulmányt tartalmaz. Amint fülszövege mondja: "Az emlékkönyv szerzői között magyar, román és német kutatókkal, hazaiakkal és külföldiekkel, a kiváló történész barátaival, munkatársaival, tanítványaival és tisztelőivel találkozik az olvasó. Különböző nyelvű írásaik egyenrangú felekként, alkotó harmóniában sorakoznak egymás mellett e könyv lapjain. Ezt az együttműködést szolgálta Kelemen Lajos egész élete munkájával, tudósi, nevelői és emberi magatartásával."
Az emlékkönyvben megjelent tanulmányok a tudós érdeklődésének és kutatásainak változatos területéről merítik tárgyukat. Jelen van mindenekelőtt a művészettörténet (Balogh Jolán, Bágyuj Lajos, Dani János, Darkó László, Debreczeni László, Entz Géza, B. Nagy Margit, K. Sebestyén József, Szász Károly), a művelődés-, tudomány-, könyvtár-, múzeum- és levéltártörténet (Benczédi Pál, Benkő Samu, Valeriu L. Bologa, Farczády Elek, Herepei János, Jakó Zsigmond, Kiss András, P. Szentmártoni Kálmán, Vita Zsigmond), továbbá az ókor (Bodor András, Constantin Daicoviciu, Ferenczi István, Ioan I. Rusu), középkori régészet (Kurt Horedt), a néprajz (Kós Károly, Nagy Jenő, Szabó T. Attila), az irodalomtörténet (Jancsó Elemér, Kristóf György), a gazdaságtörténet (Bíró Vencel, Csetri Elek, Samuil Goldenberg, Makkai László, David Prodan), a középkor története (Cselényi Béla, Mihail Dan, Gustav Gündisch, Andrei Oțetea), az újkor története (Julius Bielz, Imreh István), a haladó hagyományok (Victor Cheresteșiu, Pataki József, I. Tóth Zoltán) és a történeti segédtudományok (Bónis György, Francisc Pall). A tanulmányok mintegy jelezték a megfelelő munkaterületen a kutatások állását.
Az emlékkönyvet Kelemen Lajos életrajzi adatai és tudományos munkássága c. életrajzi tanulmány egészítette ki Szabó T. Attila és Magyari András tollából, majd a tanulmányok idegen nyelvű tartalmi kivonatai következtek. Terjesztésének előfizetéses megszervezésével és a könyvárusi forgalomba hozatalával az értékes kiadvány 20 000 példányban jutott el a romániai és külföldi olvasókhoz.

## Lásd még
- Emlékkönyv